# Philip Szanyiel
Philip Szanyiel, surnommé "Sza-Sza", né le 23 décembre 1960, est un joueur et entraîneur français de basket-ball. Comme joueur, il évolue au poste d'intérieur.

## Biographie
D'origine hongroise, Philip Szanyiel est au début des années 1980 le meilleur intérieur français. Il est élu MVP du championnat de France en 1983, saison qu'il conclut à 20,1 points (57,8 % d'adresse) et 7,6 rebonds de moyenne.
Très doué offensivement, grâce à une main gauche d'une grande fiabilité, Szanyiel est le cinquième meilleur marqueur de l'histoire de l'équipe de France, avec 2 355 points. Après 14 années de service, il prend sa retraite internationale le 21 juillet 1992, à Monaco, après la rencontre entre la France et la Dream Team américaine, en préparation pour les Jeux olympiques d'été de 1992.

## Club

### Joueur
- 1976-1978 :  ES Avignon (Nationale 1)
- 1978-1985 :  ASVEL Lyon-Villeurbanne (Nationale 1)
- 1985-1988 :  AS Monaco (Nationale 1)
- 1988-1994 :  FC Mulhouse (N 1 B)

### Entraîneur
- 1997-2000 :  CSP Limoges (Pro A) : entraîneur adjoint
- 2000-2001 :  FC Mulhouse (Pro B) : entraîneur adjoint
- 2002 :  FC Mulhouse (Pro B)
- 2003-2004 :  Ajaccio (Nationale 2)
- 2004-2005 :  Stade clermontois (Pro B) : entraîneur adjoint
- 2010-2011 :  CS Pont-de-Dore : R1 (Auvergne)

### Équipe nationale
- Participation aux Jeux olympiques d'été de 1984 à Los Angeles

## Palmarès
- Champion de France en 1981
- En 2011, il est honoré par le basket-ball français en intégrant la promotion 2011 de l’Académie du basket-ball français[1].